# Municipio de Columbia (condado de Whitley)
El municipio de Columbia (en inglés: Columbia Township) es un municipio ubicado en el condado de Whitley en el estado estadounidense de Indiana. En el año 2010 tenía una población de 11047 habitantes y una densidad poblacional de 116,13 personas por km².

## Geografía
El municipio de Columbia se encuentra ubicado en las coordenadas 41°8′11″N 85°30′7″O / 41.13639, -85.50194. Según la Oficina del Censo de los Estados Unidos, el municipio tiene una superficie total de 95.12 km², de la cual 95.07 km² corresponden a tierra firme y (0.06%) 0.05 km² es agua.

## Demografía
Según el censo de 2010, había 11047 personas residiendo en el municipio de Columbia. La densidad de población era de 116,13 hab./km². De los 11047 habitantes, el municipio de Columbia estaba compuesto por el 96.78% blancos, el 0.43% eran afroamericanos, el 0.26% eran amerindios, el 0.38% eran asiáticos, el 0.02% eran isleños del Pacífico, el 0.6% eran de otras razas y el 1.53% pertenecían a dos o más razas. Del total de la población el 2.03% eran hispanos o latinos de cualquier raza.